# Aire urbaine de Châteaudun
L'aire urbaine de Châteaudun est une aire urbaine française centrée sur l'unité urbaine de Châteaudun, en Eure-et-Loir. Composée de 18 communes, elle comptait 22 893 habitants en 2013.

## Composition selon la délimitation de 2010
| Nom                   | Code Insee | Statut | Superficie (km2) | Population (dernière pop. légale) | Densité (hab./km2) |
| --------------------- | ---------- | ------ | ---------------- | --------------------------------- | ------------------ |
| Autheuil              | 28017      |        | 16,07            | 197 (2014)                        | 12                 |
| Boisgasson            | 28044      |        | 7,5              | 112 (2014)                        | 15                 |
| La Chapelle-du-Noyer  | 28075      |        | 13,31            | 1 014 (2022)                      | 76                 |
| Châteaudun            | 28088      |        | 28,48            | 12 898 (2022)                     | 453                |
| Conie-Molitard        | 28106      |        | 15,17            | 389 (2022)                        | 26                 |
| Donnemain-Saint-Mamès | 28132      |        | 12,78            | 661 (2022)                        | 52                 |
| Douy                  | 28133      |        | 6,84             | 563 (2014)                        | 82                 |
| La Ferté-Villeneuil   | 28150      |        | 8,41             | 368 (2014)                        | 44                 |
| Jallans               | 28198      |        | 8,99             | 787 (2022)                        | 88                 |
| Langey                | 28204      |        | 19,48            | 352 (2014)                        | 18                 |
| Lanneray              | 28205      |        | 26,63            | 569 (2016)                        | 21                 |
| Lutz-en-Dunois        | 28224      |        | 27,48            | 436 (2014)                        | 16                 |
| Marboué               | 28233      |        | 26,56            | 1 124 (2022)                      | 42                 |
| Le Mée                | 28241      |        | 19,11            | 264 (2014)                        | 14                 |
| Moléans               | 28256      |        | 11,09            | 442 (2022)                        | 40                 |
| Saint-Christophe      | 28329      |        | 6,13             | 148 (2022)                        | 24                 |
| Saint-Denis-les-Ponts | 28334      |        | 13,8             | 1 695 (2016)                      | 123                |
| Thiville              | 28389      |        | 27,8             | 337 (2022)                        | 12                 |

### Évolution de la composition
- 1999 : 18 communes (dont 4 forment le pôle urbain)
- 2010 : 18 communes (dont 4 forment le pôle urbain)
  - Boisgasson et Langey ajoutées à la couronne du pôle (+2)
  - Charray et Logron deviennent des communes multipolarisées (-2)

## Caractéristiques en 1999
D'après la définition qu'en donne l'INSEE, l'aire urbaine de Châteaudun est composée de 18 communes, situées en Eure-et-Loir. Ses 23 728 habitants font d'elle la 232e aire urbaine de France.
4 communes de l'aire urbaine sont des pôles urbains.
Le tableau suivant détaille la répartition de l'aire urbaine sur le département (les pourcentages s'entendent en proportion du département) :
| Département  | Communes | Communes (%) | Superficie (km²) | Superficie (%) | Population (1999) | Population (%) |
| ------------ | -------- | ------------ | ---------------- | -------------- | ----------------- | -------------- |
| Eure-et-Loir | 18       | 4,5          | 302,27           | 5,1            | 23 728            | 5,8            |